# Ван Сяошуай
Ван Сяошуай (кит. упр. 王小帥, пиньинь Wáng Xiăoshuài, 22 мая 1966, Шанхай) — китайский кинорежиссёр и сценарист.

## Биография
Вырос в Гуйяне, где его семья оказалась в ходе культурной революции. Пятнадцатилетним приехал в Пекин, учился живописи, затем окончил Пекинскую киноакадемию. Дебютировал фильмом Дни (1993), который подвергся резкой критике со стороны властей. Ван Сяошуай попал в чёрный список неугодных режиссёров (Чжан Юань и др.). Фильм Замороженный он снял в 1995 под псевдонимом, однако получил официальное разрешение на его показ лишь в 1997. После нескольких лет творческого простоя режиссёр продолжил работу, но под строгим наблюдением цензурного ведомства. Международную известность и определенный авторитет ему принес фильм Пекинский велосипед (2001), ставший манифестным для шестого поколения кинорежиссёров Китая.

## Фильмография

### Режиссёр и сценарист
- 1993: Дни (Золотой Александр МКФ в Салониках)
- 1994: Самоубийства
- 1995: Замороженный (вышел в прокат в 1997; премия ФИПРЕССИ Роттердамского МКФ)
- 1998: Так близко к раю (премия ФИПРЕССИ/ Netpac Сингапурского МКФ)
- 1999: Дом
- 2001: Пекинский велосипед (Серебряный медведь и номинация на Золотого медведя Берлинского МКФ)
- 2003: Бродяги (премия Netpac на МФ азиатского и арабского кино Cinefan)
- 2005: Мечты о Шанхае (премия жюри и номинация на Золотую пальмовую ветвь Каннского МКФ, Золотой апельсин МКФ в Анталии, Гран-при Таллиннского МКФ Тёмные ночи)
- 2006: После войны
- 2007: Вера в любовь (Премия экуменического жюри, Серебряный медведь и номинация на Золотого медведя Берлинского МКФ)
- 2010: Чунцинский блюз (премия за лучшую режиссуру Гильдии кинорежиссёров Китая, номинация на Золотую пальмовую ветвь Каннского МКФ)
- 2011: 11 цветков (номинация на Гран-при МКФ во Фрибуре)
- 2012: L’archivio a oriente (документальный; коллективный проект)
- 2014: Красная амнезия
- 2018: Китайский портрет
- 2019: Прощай, сын мой

### Актерские работы
В качестве актера появился в фильмах Красная скрипка (1998) Франсуа Жирара, Мир (2004) Цзя Чжанкэ и др.

## Признание
Лауреат многочисленных международных премий. Член жюри Шанхайского кинофестиваля 2010. Орден Искусств и литературы (2010).